# Ģirts Valdis Kristovskis
Ģirts Valdis Kristovskis este un om politic leton, membru al Parlamentului European în perioada 2004-2009 din partea Letoniei.